# Kirovgrad
Kirovgrad (Russisch: Кировград) is een Russisch stad ten oosten van de Oeral. De stad ligt op 99 kilometer ten noordwesten van Jekaterinenburg.

## Geschiedenis
De stad werd in 1661 gesticht door Russische pioniers als Kalataj (van het Basjkierse 'Kala-ata' wat 'fortificatie' of 'oude plaats' betekent) aan het riviertje de Kalatinki, al wordt door sommige bronnen 1663 of 1673 gegeven. In het begin van de 18e eeuw ontstond er mijnbouw met het delven van Chalcopyriet. In 1932 werd de nederzetting Kalataj bestuurlijk samengevoegd met andere nederzettingen tot de plaats met stadstatus Kalata, waarmee het het grootste centrum van de Oeral voor non-ferrometallurgie werd. In 1936 kreeg de plaats de huidige naam Kirovgrad, naar Sergej Kirov. Toen deze werd vermoord tijdens de grote zuiveringen, behield de plaats echter haar naam. In februari 1942 werd een fabriek voor harde legeringen overgeplaatst vanuit Europees Rusland naar de plaats, die vervolgens de centrale economische activiteit van Kirovgrad werd en bekend werd als Harde legeringen fabriek van Kirovgrad (KZTS). Deze fabriek is nog steeds de belangrijkste activiteit van de plaats.

## Economie
Kirovgrad heeft twee grote fabrieken:
- productie van polymetalen - kopersmelterij met o.a. hoogoven (gesticht in 1912; produceerde in 1920 het eerste koper van de Sovjet-Unie)
- legeringen fabriek van Kirovgrad (gesticht in 1942).

## Bezienswaardigheden
De stad heeft twee Russisch-orthodoxe kerken en een ski-complex. Ook het bestuur van de zapovednik Visimski is gevestigd in de plaats.

## Demografie
| Ontwikkeling van het inwoneraantal |        |        |        |        |        |
| Jaar                               | 1959   | 1970   | 1979   | 1989   | 2002   |
| Bevolking                          | 22.700 | 23.000 | 24.000 | 25.600 | 23.200 |